# Ms. Dynamite
Ms. Dynamite, MBE (* 26. April 1981 in London; bürgerlich: Niomi Arleen McLean-Daley) ist eine britische Hip-Hop-Musikerin. Ihre Musik fand viel Beachtung in den Medien und sie gewann den Brit Award für britische weibliche Solokünstler im Jahr 2003. 2002 wurde sie die erste schwarze weibliche Gewinnerin des Mercury Music Prize.

## Karriere
Ms. Dynamite wurde 1981 als Niomi Arleen Daley geboren und wuchs in Archway im London Borough of Islington im nördlichen London als Tochter eines jamaikanischen Vaters und einer schottischen Mutter auf. Ihr Bruder ist der Rapper und Grime-Musiker Akala.
2001 trat sie als Gastsängerin in dem Garage-Song „Booo“ von Sticky (Richard Forbes) auf, der in die UK Single Charts kam und dort Rang 12 erreichen konnte. 2002 erschien ihr Debüt-Album „A Little Deeper“ und sorgte weltweit für positive Resonanz. Produziert wurde es von Salaam Remi, der bereits für Fugees und Nas arbeitete, und es wurde aufgenommen in Studios in den USA und Jamaika. Aus dem Album gab es zwei Single-Auskopplungen, zu denen es je auch ein Musikvideo gab: „Dy-na-mit-tee“ und „It Takes More“. Ms. Dynamite wurde für das Album bei den MOBO Awards 2002 sowohl als „UK Act of the Year“ wie auch als „Best Newcomer“ sowie bei den BRIT Awards 2003 als „British Urban Act“, „British Female Solo Artist“ und „British Breakthrough Act“ ausgezeichnet. Das Album wurde mit dem Mercury Music Prize 2002 und dem BRIT Award 2003 als Album des Jahres und die Single „It Takes More“ bei den MOBO Awards 2002 als beste Single des Jahres bewertet. „Dy-na-mit-tee“ wurde im Folgejahr 2003 ebenfalls für den Preis als beste Single des Jahres nominiert. Die 20.000 Pfund Preisgeld für den Mercury Music Prize verspendete sie für wohltätige Zwecke an die National Society for the Prevention of Cruelty to Children (NSPCC). 2003 unterbrach sie ihre Karriere, da im Juni ihr Sohn Shavaar zur Welt kam.
Am 2. Juli 2005 trat sie im Rahmen der weltweiten Live-8-Benefizkonzerte im Londoner Hyde Park auf, wobei sie neben eigenen Songs auch den „Redemption Song“ von Bob Marley spielte. Im Oktober 2005 erschien ihr zweites Album, „Judgement Days“, das allerdings nicht an den Erfolg des Debüts anknüpfen konnte. Inhaltlich thematisierte sie in dem Album soziale Probleme wie z. B. in „Judgement Days“ oder der Kritik an den britischen Premierminister Tony Blair in „Mr Prime Minister“.
Ein ursprünglich für 2009 angekündigtes Album mit dem Titel „Democracy“ wurde nicht veröffentlicht und Ms. Dynamite konzentrierte sich neben ihrer Rolle als Mutter auf andere Projekte. So trat sie 2009 in der Fernsehsendung Hell's Kitchen auf ITV1 und als Jurorin bei der Casting-Show Goldie's Band: By Royal Appointment auf BBC Two. Hinzu kamen Kollaborationen mit anderen Musikern, etwa auf der Single „Lights On“ von Katy B, die 2010 bis auf Platz 10 der UK singles charts stieg, sowie der Single „Fire“ von Magnetic Man auf deren Debütalbum. 2011 erschien ihre Single „Neva Soft“. Sie sang im Februar 2013 als Begleitsängerin im Song „Dibby Dibby Sound“ in dem Projekt DJ Fresh Versus Jay Fray sowie 2014 gemeinsam mit Elliphant und Showtek bei „No Money No Love“ für das Album „Listen“ von David Guetta.
Im Jahr 2018 wurde Ms. Dynamite Member of the Order of the British Empire (MBE) für ihre Verdienste im Bereich der Musik.

## Diskografie

### Alben
- 2002: A Little Deeper
- 2005: Judgement Days
- 2006: A Little Darker [Mixtape]

### Singles
- 2002: It Takes More
- 2002: Dy-Na-Mi-Tee (beinhaltet Samples aus Pass the Dutchie)
- 2002: Put Him Out
- 2005: Judgement Day / Father
- 2006: Fall in Love Again
- 2010: Fire (featuring Magnetic Man)
- 2011: Neva Soft
- 2012: Light Up (The World) (mit Yasmin & Shy FX)
- 2013: Cloud 9 (mit Shy FX)
- 2014: Dibby Dibby Sound (DJ Fresh versus Jay Fay featuring Ms. Dynamite)
- 2014: No Money No Love (David Guetta & Showtek featuring Elliphant & Ms. Dynamite)

## Auszeichnungen
| Year | Organisation            | Award                             | Nominated Work    | Result    |
| ---- | ----------------------- | --------------------------------- | ----------------- | --------- |
| 2002 | MTV Europe Music Awards | Best UK & Ireland Act             | „Ms.Dynamite“     | nominiert |
| 2002 | Mercury Prize           | Album of the year                 | "A Little Deeper" | gewonnen  |
| 2002 | MOBO Awards             | Best single                       | "It Takes More"   | gewonnen  |
| 2002 | MOBO Awards             | UK Act of the Year                | Ms.Dynamite       | gewonnen  |
| 2002 | MOBO Awards             | Best Newcomer                     | Ms.Dynamite       | gewonnen  |
| 2003 | 100 Great Black Britons | 100 Great Black Britons (rank 14) | „Ms.Dynamite“     | nominiert |
| 2003 | BRIT Awards             | British Urban Act                 | Ms.Dynamite       | gewonnen  |
| 2003 | BRIT Awards             | British Female Solo Artist        | „Ms.Dynamite“     | gewonnen  |
| 2003 | BRIT Awards             | British Breakthrough Act          | „Ms.Dynamite“     | nominiert |
| 2003 | BRIT Awards             | British Album of the Year         | "A Little Deeper" | nominiert |
| 2003 | MOBO Awards             | Best Single                       | "Dy-Na-Mi-Tee"    | nominiert |
| 2003 | MOBO Awards             | Best Newcomer                     | „Ms.Dynamite“     | nominiert |
| 2003 | MOBO Awards             | UK Act of the year                | „Ms.Dynamite“     | nominiert |
| 2003 | Race in Media Awards    | Media Personality                 | „Ms.Dynamite“     | nominiert |
| 2006 | BRIT Awards             | British Urban Act                 | „Ms.Dynamite“     | nominiert |